# Relaciones Guyana-Venezuela
Las relaciones Guyana-Venezuela son las relaciones internacionales entre la República Cooperativa de Guyana y la República Bolivariana de Venezuela. Las relaciones entre ambos países incluyen interacciones diplomáticas, económicas y de otros tipos.
Actualmente ambos países tienen una disputa territorial de más de 160 mil kilómetros cuadrados conocida como la Guayana Esequiba, la cual está bajo la administración de Guyana, siendo reclamada por Venezuela.

## Historia

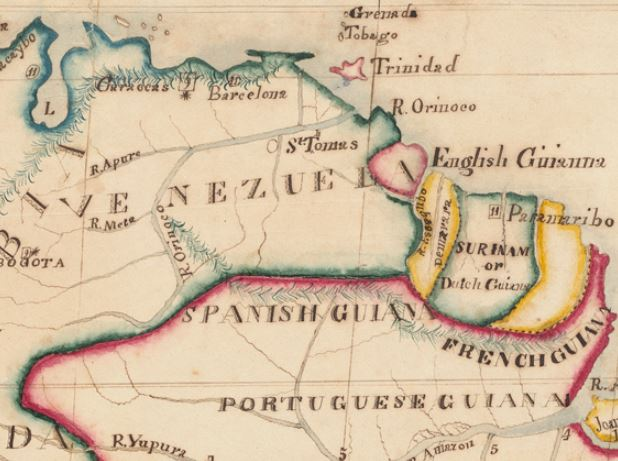
Venezuela y las Guayanas en 1831, según la cartografía inglesa.

El territorio que hoy en su mayoría es el Esequibo, formó parte de Venezuela mucho antes de la Independencia, desde que la Corona Española fundó la Capitanía General de Venezuela. La Guayana Británica lentamente se expandía al oeste del Río Esequibo desde 1839 hasta ganar el control total del territorio en 1899, a través del Laudo Arbitral de París, que le cedió el territorio rico en minerales de la Cuenca del Orinoco.

### SigloXX

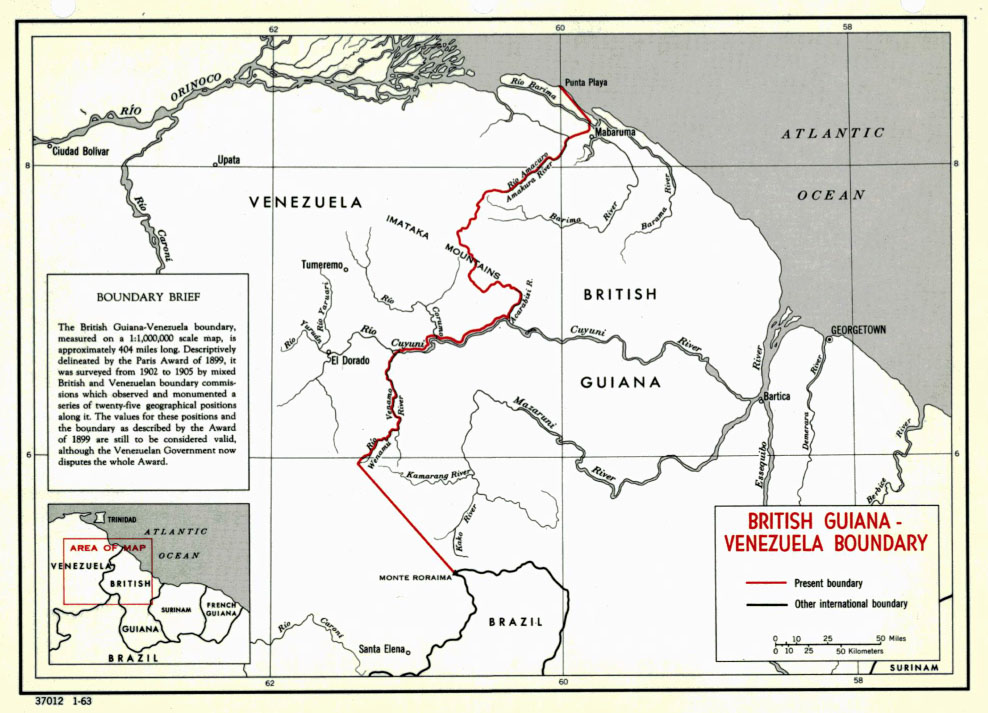
Límite definitivo entre Venezuela y Guayana británica que se hizo legalmente vinculante en 1905 tras el Laudo Arbitral de 1899.

En 1949, un documento escrito por Severo Mallet-Prevost (conocido como el memorándum de Mallet-Prevost), secretario oficial de la delegación estadounidense-venezolana durante el Laudo Arbitral de París de 1899, fue publicado póstumamente por su representante legal. El memorándum afirmaba que el laudo fue el resultado de la presión ejercida por el presidente del Tribunal y de un acuerdo político entre Rusia y Gran Bretaña.
El memorando dio lugar a las quejas de Venezuela ante las Naciones Unidas en 1962 y resultaron en el Acuerdo de Ginebra en 1966, firmado con el Reino Unido. El acuerdo fijó una comisión fronteriza con representantes de ambas partes, pero no consiguió llegar a una solución final.
En 1967 Venezuela vetó la candidatura de Guyana para convertirse en un miembro de la Organización de los Estados Americanos (OEA) en 1967. En 1969 Venezuela rechazó respaldar la Rebelión separatista de Rupununi en la zona en disputa.
En 1970 Guyana y Venezuela firmaron el Protocolo de Puerto España, que establecía una moratoria de 12 años en la disputa. Las relaciones bilaterales mejoraron en años posteriores, y en 1990 Venezuela patrocinó la candidatura de Guyana para ser miembro de la OEA.

### SigloXXI
En 2013, la Armada venezolana capturó un buque de exploración petrolera que opera en aguas en disputa reclamadas como zonas económicas exclusivas por tanto Venezuela y Guyana.
La crisis de Guyana de 2018, condujo a que el 29 de marzo de 2018, Guyana introdujera la solicitud para que se resuelva el conflicto territorial ante la Corte Internacional de Justicia.
El 3 de diciembre de 2023, Venezuela celebró un referendo consultivo sobre la Guayana Esequiba.
El 14 de diciembre de 2023, los presidentes de Venezuela, Nicolás Maduro, y de Guyana, Irfaan Alí, sostuvieron una reunión en San Vicente y las Granadinas.
El 21 de marzo de 2024, la Asamblea Nacional de Venezuela aprueba la Ley Orgánica para la Defensa de la Guayana Esequiba y a su vez entrando en vigencia el 3 de abril.
El 1 de marzo de 2025 Guyana denunció que una patrulla de la guardia costera venezolana ingresó a sus aguas y se acercó a una instalación petrolera en alta mar, Irfaan Ali emitió una declaración enérgica dijo: «Guyana mantiene su compromiso con la paz y el estado de derecho. Seguiremos buscando soluciones diplomáticas, pero no toleraremos amenazas a nuestra integridad territorial»

## Misiones diplomáticas
- Guyana tiene una embajada en Caracas
- Venezuela tiene una embajada en Georgetown.

## Embajadores
- Embajadores de Guyana en Venezuela
  - Marilyn Cheryl Miles (2016-2019)[13]
  - Richard Van West Charles (2024-presente)[14]
- Embajadores de Venezuela en Guyana